# Деби Бун
Деби Бун (енгл. Debby Boone; Хакенсак, 22. септембар 1956) америчка је певачица, глумица и књижевница. Широј јавности постала је позната након објављивања песме You Light Up My Life 1977. године, за коју је добила многобројне награде. Касније се фокусирала на кантри музику, а њена песма Are You on the Road to Lovin' Me Again била је на великом броју музичких листа широм света. Осамдесетих година снимала је хришћанску музику, за коју је такође добила награде. Током каријере појавила се у неколико мјузикла и ТВ емисија, објавила књиге за децу и дванаест студијских албума.

## Биографија
Деби је рођена 22. септембра 1956. године у Хакенсаку, Њу Џерзи. Има три сестре, њен отац Пат Бун био је глумац и певач, мајка Ширли Бун, а мајчин отац певач кантри музике Ред Фоли. Када је имала четрнаест година почела је да наступа заједно са родитељима и сестрама на музичким турнејама. Првенствено су снимали госпел музику. Деби је припадница Епископске цркве. Од 1979. године Деби је у браку са Габријелом Ферером, са којим има четворо деце.

## Каријера

### Музичка каријера
Деби је у младости са сестрама и родитељима наступала на музичким фестивалима. Током похађања колеџа, музички продуцент Мајк Курб ју је охрабрио да отпочне соло каријеру. Први сингл под називом You Light Up My Life објавила је 1970. године. Песма је била десет недеља константно на првом месту листе Билборд хот 100, дуже него било која друга у историји ове листе. Године 2008. магазин Билборд рангирао је ову песму на седмо место свих песама у педесетогодишњој историји Билборд хот 100 листе. Деби је освојила Греми награду за песму You Light Up My Life за Најбољег новог извођача и Америчку музичку награду за омиљени поп сингл из 1977. године. Такође је добила награду за најбољи поп-вокални перформанс међу музичаркама. Истоимени албум, You Light Up My Life објављен је 1977. године за Ворнер брос, на њему се налази дванаест песама, а додељен му је платинумски сертификат од стране Америчког удружења дискографских кућа. Након успеха одржала је музичку турнеју заједно са својим оцем и често се појављивала у ТВ емисијама. Њен наредни сингл California објављен је 1978. године и нашао се међу педесет најбољих поп песама у Сједињеним Државама. Песма се нашла на њеном другом студијском албуму Midstream, који је објављен за Ворнер брос и садржи дванаест песама. Њен наредни, дупли сингл под називом God Knows/Baby I'm Yours нашао се на семдадесет и четвртом месту поп нумера у Сједињеним Државама. Песма When You're Loved номинована је за Оскара, али није успела да победи.
Након успеха синглова, Деби се фокусирала на кантри музику. Њен први кантри сингл под називом In Memory of Your Love постигао је солидан комерцијални успех. Деби је након тога углавном певала. Трећи студијски албум под називом Debby Boone објављен је 1979. године за Ворнер брос издаваћку кућу и на њему се налази једанаест песама. Наредни албум под називом Love Has No Reason објављен је 1980. године и на њему се налази десет песама. Са албума се истакла песма Are You on the Road to Lovin' Me Again. Пети студијски албум With My Song објављен је 1980. године и на њему се налази дванаест песама. Године 1981. објављен је Дебин шести студијски албум, Savin' It Up и на њему се се нашли синглови Are You On The Road To Lovin' Me Again, It'll Be Him и Perfect Fool. Године 2005. објавила је албум Reflections of Rosemary, а песме на њему су џез жанра. Године 2013. објавила је свој дванаести студијски албум под називом Swing This.

### Глумачка каријера
Деби се 1978. године појавила као глумица у ТВ адаптацији The Gift of the Magi, а након тога написала је два специјала, The Same Old Brand New Me (1980) и One Step Closer (1982). Године 1984. појавила се на ТВ филму Sins of the Past као Клариса Хоуп. Гостовала је у неколико ТВ шоувова укључујући Step by Step и Baywatch Nights, као и на ТВ филмовима Come on, Get Happy: The Partridge Family Story и Treehouse Hostage. Године 1981. појавила се у мјузиклу Seven Brides for Seven Brothers и за глуму добила углавном позитивне критике. Остварила је улогу и у мјузиклу Seven Brides for Seven Brothers, као и у многим другим.

## Књиге
Поред посла у глуми и музици, Деби је објавила неколико књига.
- 1981: Debby Boone So Far (аутобиографија).  9780840740922.[19]
- 1988: Bedtime Hugs for Little Ones.  9780736913782.
- 1989: Tomorrow Is a Brand New Day.  9780890817704.
- 1991: The Snow Angel.  9780890818718.
- 1996: Welcome to This World.  9780736905756.
- 1998: Counting Blessings.  9780736900263.